# Trump Tower
Trump Tower er en 58-etagers, 202 meter høj skyskraber, der er beliggende på 721–725 Fifth Avenue i Midtown Manhattan-kvarteret i New York City, mellem East 56th og 57th Streets. Bygningen anvendes til forskellige formål (detailhandel, kontor og bolig) og huser både hovedkvarteret for Trump Organization ligesom penthouseboligen fungerer som Donald Trump private bolig. Flere medlemmer af Trump-familien bor eller har boet i bygningen. 
Trump Tower bærer navn efter bygherren, den 45. og 47. amerikanske præsident, kapitalist og entreprenør Donald Trump, som overtalte ejerne af den tidligere bygning på grunden til at sælge ham den for 10 millioner dollar. Der fik han bygget sit Trump Tower til 150 millioner dollar, åbnet i 1983.
Trump Tower var ikke verdens største betonbygning, som Trump har påstået, men der blev brugt 90.000 tons cement, som i alt kostede 22 millioner dollar.

## Raseringen af Bonwit Tellers varehus
Området var tidligere kendt som "Manhattan's ladies' mile", hvor fornemme damer købte ind i sofistikerede varehuse. Hvor Trump Tower nu står, lå varehuset Bonwit Teller i en bygning fra 1929, med et indgangsparti i kalksten, bronze, platin, hamret aluminium og farvet glas. Samme år kaldte American Architect magazine bygningen "en gnistrende juvel, passende til forretningens karakter". Oprindeligt husede den varehuset Stewart & Company, som åbnede 16. oktober 1929 som den helt store begivenhed med blandt andre Eleanor Roosevelt til stede. Men to uger senere krakkede børsen, og i april 1930 overtog firmaet Bonwits bygningen. Bonwits var allerede i 1910'erne et af New Yorks fornemste magasiner for damer, men havde holdt til længere nede i Fifth Avenue. Arkitekten Ely Jacques Kahn forenklede Stewart-bygningens interiør og indgangsparti til sin foretrukne version af art deco før genåbningen 15. september 1930 som et Bonwit Teller-varehus. I 1939 hyrede firmaet Salvador Dalí som vinduesdekoratør. Han ankom med et badekar trukket med persisk lam. Men tiderne ændrede sig. I løbet af 1960'erne blev Bonwits solgt flere gange, og den glans, som især konkurrenten Bergdorf havde klaret at beholde, gik tabt. I 1979 lukkede Bonwit Teller sin forretning på Fifth Avenue.
Donald Trump købte bygningen og begyndte nedrivningen i 1980. Han lovede kalkstensreliefferne af dansende kvinder til Metropolitan Museum of Art, som ønskede dem til sin skulptursamling, selv om tilbuddet afhang af, om Trump var i stand til at få reliefferne flyttet. I stedet gik hans rivningshold løs på dem med hammere. Et landemærke på Manhattan gik tabt for altid. Et tiår senere sørgede man for at bevare strøgets historiske facader; men den gang slap selskabet Trump Organization med en påstand om, at de to tons tunge relieffer var "uden kunstnerisk betydning", og at bevare dem ville have forsinket arbejdet i månedsvis og kostet 500.000 dollar.

## Nedrivningen
De reguleringsbestemmelser, der tillod Trump at bygge i 62 etager, gjaldt også for IBM og AT&T, som byggede bygninger af samme størrelse i den samme bydel. De tre højhuse ville kaste skygge over naboerne og give en betydelig forøget befolkningstæthed i en allerede tætbefolket del af Manhattan. Gruppen New York Committee for a Balanced Building Boom kritiserede områdets hurtige udbygning, men vandt ingen større opslutning. Trump var opsat på at spare penge på projektet. Da varehuset havde holdt ophørssalg og givet Trump nøglerne, inviterede han publikum ind i bygningen for at få solgt det tilbageværende inventar: Persienner, lyspærer og vægfaste spejle. De 5.000 dollar han fik ind på salget, kaldte han "en hyggelig lille overraskelse". Nedrivningen blev udført af firmaet Kaszycki & Sons, som gav det laveste tilbud af tolv firmaer. Kaszycki baserede sit lave tilbud på salg af kasserede materialer, og på brug af papirløse polske arbejdere ledet af 24 kvalificerede mænd fra fagforeningen House Wreckers Union Local 95, en lokalafdeling kontrolleret af mafiabossen Vincent Gigante. (I 1984 blev to af lederne for Local 95 dømt for svindel og udpresning). Polakkerne begyndte at nedrive bygningen, før nedrivningstilladelse forelå. Arbejdet var kompliceret, da nedrivningen af hensyn til beliggenheden ved en travl hovedgade måtte foretages indefra. Arbejderne begyndte ovenfra og smed bygningsrester ned i elevatorskakterne. De arbejdede uden beskyttelsesudstyr og skrællede vægge og gulve, til der kun var stål, sten og beton tilbage. Messing, kobber og stål blev omhyggeligt samlet til genvinding. Når Kaszycki i så høj grad baserede sig på indtægter fra salg af kasseret metal, må han have været under hårdt økonomisk pres. Med livet som indsats arbejdede polakkerne syv dage om ugen og op til atten timer i døgnet. Uden for arbejdstid hvilede de i overfyldte barakker eller i bygningen, de var ved at nedrive. Deres løn kom sporadisk. Iblandt blev de tilbudt vodka i stedet for penge. Klagede de, blev de truet med deportation. Da New York blev rammet af en transportstrejke, måtte mange af dem gå til fods fra Brooklyn til arbejdspladsen for at komme på arbejde. De, der sluttede, blev straks erstattet af fremmødte, der håbede på et job. Polakkerne var udmattede og blev meget dårligt behandlet. I 1984 blev Kaszycki dømt til at udbetale 570.000 dollar som kompensation til 200 arbejdere. Trump selv insisterede på, at han ikke kendte til, at der var ansat papirløse bygningsarbejdere.
Kaszycki hævdede, at bevarelse af facadefriserne, som Trump havde lovet Metropolitan-museet, ville koste mindst 2.500 dollar (halvdelen af det, Trump fik ind ved salg af lyspærer og spejle fra bygningen). Men beslutningen lå ikke hos Kaszycki, men hos Trump, og for at spare tid og penge valgte Trump at nedrive kunstværkerne. Onsdag 4. juni 1980 så folk fra kontorvinduerne, at arbejderne skar sig gennem friserne og skubbede dem over kanten. Ødelæggelsen var ikke blevet nogen sag for pressen, hvis Trump ikke havde lovet at bevare friserne. Han besvarede ikke opringninger, men en John Barron (nogen gange stavet "Baron"), som kaldte sig næstformand i Trump Organization (men viste sig at være et alias for Trump selv, som han benyttede sig af i 1980’erne), fortalte reporterne, at tre forskellige kunstkendere havde sagt, at friserne var uden kunstnerisk værdi; mens nedmontering, nedpakning og transport ville have påført de ansvarlige store udgifter. Først den fjerde dag stod Trump frem som sig selv, og forklarede, at han havde beordret ødelæggelsen af de to relieffer, fordi det ville have kostet ham 500.000 dollar i skatter og andre udgifter at bevare dem; og at en nedmontering ville have sat forbipasserende på Fifth Avenue i fare. "Min største bekymring var sikkerheden for folk på gaden under," forsikrede han. Da han blev interviewet om friserne, sagde han: "Hvem interesserer sig for den sag? Lad os sige, at jeg havde givet lortet til museet; de havde bare sat dem ned i kælderen."

## Bygningen rejses
Trump skabte et rygte om, at prins Charles og prinsesse Diana overvejede at købe en lejlighed i komplekset. I salgsbrochuren for lejlighederne blev Trump Tower beskrevet som "verdens mest prestigefyldte adresse", og hver boenhed som "en diamant på himmelen". Ifølge Trump er bygningen 68 etager høj, mens der i virkeligheden kun er tale om 58 etager.
Konstruktionsarbejdet blev ledet af den unge ingeniør Barbara Res. I sin bog All alone on 68th floor fortæller hun, hvordan Trump hele tiden var optaget af at spare penge, samtidig med at han ville have bygningen til at fremstå som den flotteste nogen sinde. Prisen på cement var højere på Manhattan end i nogen anden amerikansk by, op til 70 % højere, idet mafiaen kontrollerede alle led i branchen. Det var nemt gjort, da cement må leveres og bruges mindre end to timer efter, at den er fremstillet. Med baggrund i Manhattans tætte trafik var der dermed kun nogle få pålidelige leverandører at vælge mellem. Disse tilhørte et mafiadomineret kartel, der samarbejdede om at fordele opdragene sig imellem. Byggefirmaer, der afviste mafiaen, blev straffet med ildspåsættelser, tyverier og arbejdsnedlæggelser. Det var tryggere og billigere at indordne sig kartellet, der ville give cementhandelen for Trump Tower til leverandøren Dic-Underhill. Det vidste Trumps far måske ikke, da han greb ind i kontraktsforhandlingerne; men Barbara Res oplevede efterfølgende to tilfælde af mulig brandstiftelse. I det første tilfælde blev en værdifuld generator ødelagt, men det medførte ingen særlig forsinkelse. Den anden brand var mere alvorlig. Res blev vækket af Trumps kone Ivana, der ringede halv fem om morgenen 19. januar 1982 og sagde, at bygningen brændte. Ilden var slukket, inden Res nåede derhen. En kranfører var blevet isoleret i førerhuset af flammerne, men blev hjulpet ned af redningsmandskabet. En etage var stærkt skadet, og der var vandskader. Arbejdet blev to måneder forsinket.

## The Apprentice
Realityshowet The Apprentice (med Donald Trump selv som dommer) blev indspillet i Trump Tower.

## Kendte beboere
Til folk, der har eller har haft adresse i bygningen, hører Steven Spielberg, Michael Jackson, Paul Anka, Bruce Willis, Andrew Lloyd Webber, Ronaldo, Jean-Claude Duvalier og Johnny Carson. Carson beskyldte i sin tid i bygningen to vagtmesterassistenter for at have stjålet en frakke fra hans lejlighed, og pressede Trump til at fyre dem. Senere genfandt Carson frakken i sit garderobeskab, men beklagede ifølge Trump ikke, at han havde gjort to mennesker arbejdsløse på grund af en falsk anklage.